# Rimpijärvi (Gällivare socken, Lappland)
Rimpijärvi är en sjö i Gällivare kommun i Lappland och ingår i Kalixälvens huvudavrinningsområde. Sjön har en area på 0,0337 kvadratkilometer och ligger 357,3 meter över havet.

## Delavrinningsområde
Rimpijärvi ingår i det delavrinningsområde (745317-174068) som SMHI kallar för Mynnar i Ängesåns vattendragsyta. Medelhöjden är 349 meter över havet och ytan är 37,88 kvadratkilometer. Det finns inga avrinningsområden uppströms utan avrinningsområdet är högsta punkten. Jerttajoki som avvattnar avrinningsområdet har biflödesordning 3, vilket innebär att vattnet flödar genom totalt 3 vattendrag innan det når havet efter 195 kilometer. Avrinningsområdet består mestadels av skog (79 procent) och sankmarker (13 procent). Avrinningsområdet har 0,45 kvadratkilometer vattenytor vilket ger det en sjöprocent på 1,2 procent.